# مذهب غرضي

المذهب الغرضي في القانون العام هو مذهب من يرى أن تفسير القانون يكون حسب الغرض منه.